# Neuromachaerota obscurior
Neuromachaerota obscurior är en insektsart som beskrevs av Jacobi 1921. Neuromachaerota obscurior ingår i släktet Neuromachaerota och familjen Machaerotidae. Inga underarter finns listade i Catalogue of Life.